# A lyga (2008)
Sezon 2008 był 19. edycją A lygi - rozgrywek o mistrzostwo Litwy.

## Tabela końcowa
|    | Klub              | M  | Z  | R  | P  | Br+ | Br- | Pkt |
| -- | ----------------- | -- | -- | -- | -- | --- | --- | --- |
| 1. | Ekranas Poniewież | 28 | 20 | 5  | 3  | 46  | 12  | 65  |
| 2. | FBK Kowno         | 28 | 16 | 7  | 5  | 51  | 17  | 55  |
| 3. | Vėtra Wilno       | 28 | 14 | 6  | 8  | 33  | 24  | 48  |
| 4. | Sūduva Mariampole | 28 | 14 | 6  | 8  | 35  | 25  | 48  |
| 5. | Žalgiris Wilno    | 28 | 6  | 10 | 12 | 27  | 41  | 28  |
| 6. | Atlantas Kłajpeda | 28 | 7  | 7  | 14 | 31  | 44  | 28  |
| 7. | FK Šiauliai       | 28 | 5  | 9  | 14 | 24  | 41  | 24  |
| 8. | FK Šilutė         | 28 | 3  | 4  | 21 | 19  | 62  | 13  |

## Król strzelców
14 goli - Rafael Ledesma (FBK Kowno)